# Noel Herman Holmgren
Noel Hermann Holmgren (Salt Lake City, 1937) es un botánico, y explorador estadounidense, profesor de botánica, en Utah State Agricultural College. Realizó extensas expediciones botánicas a México, Ecuador, Surinam, Venezuela, Argentina (Tierra del Fuego)
Es curador senior en el Jardín Botánico de Nueva York. Obtuvo su doctorado en la Universidad de Columbia.

## Algunas publicaciones
- arthur hermann Holmgren, noel h. Holmgren. 1988. Euphorbia aaron-rossii (Euphorbiaceae), a new species from Marble and Grand Canyons of the Colorado River, Arizona. Ed. New York Botanical Garden. 6 pp.

### Libros
- 2005. Intermountain flora: Subclass Dilliniidae. Volumen 2. Ed. New York Botanical Garden. 488 pp. ISBN 0893274690
- patricia kern Holmgren, noel herman Holmgren, lisa c. Barnett. 1990. Index Herbariorum: The herbaria of the world. Volumen 120 de Regnum vegetabile. Ed. International Association for Plant Taxonomy by New York Botanical Gardens. 693 pp. ISBN 0893273589
- noel hermann Holmgren, ulf Molau. 1984.  Flora of Ecuador: 177. Scrophulariaceae. Opera Botanica Series B. Ed. House of the Swedish Research Councils. 189 pp. ISBN 9186344218
- arthur Cronquist, arthur h. Holmgren, noel h. Holmgren, james l. Reveal. 1972. Intermountain flora: vascular plants of the Intermountain West, U.S.A.: Geological and botanical history of the region, its plant geography and a glossary. The vascular cryptograms and the gymnosperms. Ed. Hafner Pub. Co. 270 pp.

## Eponimia
Especies
- (Zamiaceae) Dioon holmgrenii  De Luca, Sabato & Vázq.Torres[2]